# Кръстю Сухиндолски
Кръстю Денчев Сухиндолски, Илия Събев Денчев, Христо Спиридонов Попнедевски, Петко Ганчев, Гатю Кънчев от Севлиево и Михо Минков от Млечево. Това са имената на шестима заслужили граждани от Севлиевско, избрани за участват в свиканото на 10 февруари 1879 г. в Учредително събрание в Търново.
Депутатите са разделени на няколко групи (избрани по звание, по право, с избор). Сред избраните по право от Търновската губерния са: Кръстю Д. Сухиндолски, записан в първия списък като Христо Сухиндолски, председател на Севлиевския окръжен съвет.

https://www.sevlievo.bg/bg/posts/view/6288